# FFH-Gebiet Haaler Au
Das FFH-Gebiet Haaler Au ist ein NATURA 2000-Schutzgebiet in Schleswig-Holstein im Kreis Rendsburg-Eckernförde in den Gemeinden Breiholz, Lütjenwestedt, Tackesdorf, Haale, Todenbüttel, Beringstedt, Osterstedt, Hohenwestedt, Remmels, Tappendorf und Nindorf. Das FFH-Gebiet erstreckt sich von der Landschaft Eider-Treene-Sorge-Niederung am Nord-Ostsee-Kanal im Norden bei der Gemeinde Haale über die Landschaft Heide-Itzehoer Geest bei Osterstedt bis an den Rand der Landschaft Aukrug bei Tappendorf. Sie alle sind Teil der Naturräumlichen Haupteinheit Schleswig-Holsteinische Geest.
Das FFH-Gebiet Haaler Au hat eine Fläche von 432 ha. Die größte Ausdehnung liegt in Nordwestrichtung und beträgt 14,8 km. Die höchste Erhebung mit 66 m über NN liegt in einem steinzeitlichen Gräberfeld an der Kreisstraße K 84 an der Gemeindegrenze zwischen Nindorf und Tappendorf an der Ostspitze des FFH-Gebietes. Der niedrigste Bereich liegt mit 0 m über NN an der Nordspitze des FFH-Gebietes vor dem Nord-Ostsee-Kanal in Lütjenwestedt.
Das FFH-Gebiet besteht zu 90 % aus feuchtem und mesophilem Grünland und zu 8 % aus Binnengewässern, siehe Diagramm 1. Am Beginn des FFH-Gebietes bei Kaaksburg ist der Quellfluss der Haaler Au von Laubwald umgeben.

## FFH-Gebietsgeschichte und Naturschutzumgebung
Der NATURA 2000-Standard-Datenbogen (SDB) für dieses FFH-Gebiet wurde im Juni 2004 vom Landesamt für Landwirtschaft, Umwelt und ländliche Räume (LLUR) des Landes Schleswig-Holstein erstellt, im September 2004 als Gebiet von gemeinschaftlicher Bedeutung (GGB) vorgeschlagen, im November 2007 von der EU als GGB bestätigt und im Januar 2010 national nach § 32 Absatz 2 bis 4 BNatSchG in Verbindung mit § 23 LNatSchG als besonderes Erhaltungsgebiet (BEG) bestätigt. Der SDB wurde zuletzt im Juli 2020 aktualisiert. Der Managementplan für den Nordteil des FFH-Gebietes wurde am 7. Dezember 2011 als Entwurf veröffentlicht, der für den Südteil im Dezember 2013.
Mit der Gebietsbetreuung des FFH-Gebietes Haaler Au gem. § 20 LNatSchG wurde durch das LLUR noch keine Institution beauftragt.
Das FFH-Gebiet beinhaltet im Nordteil Teile des Europäischen Vogelschutzgebietes DE 1823-402 „Haaler Au-Niederung“.
Innerhalb des FFH-Gebietes befindet sich am Ostende in einem Waldstück an einem Geesthang unmittelbar nördlich der Kreisstraße K 84 in der Gemeinde Nindorf eine Ansammlung von mehr als 50 Großsteingräbern. Das größte davon hat die Denkmalnummer aKD-ALSH-Nr. 003 331(Lage) in der Denkmalliste unbeweglicher archäologischer Kulturdenkmale des Landes Schleswig-Holstein.

## FFH-Erhaltungsgegenstand

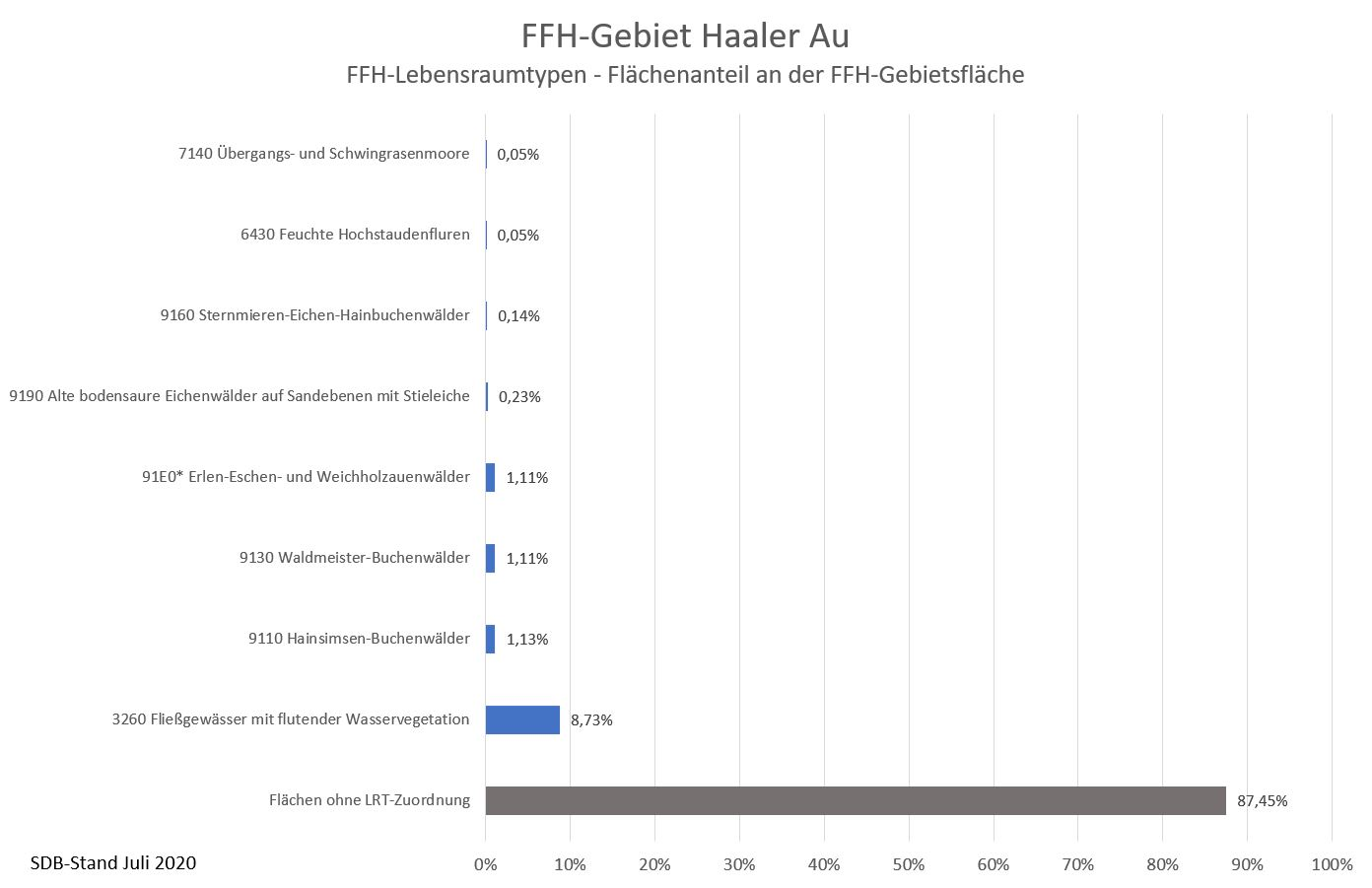
Diagramm 2: FFH-LRT im FFH-Gebiet Haaler Au

Laut Standard-Datenbogen vom März 2015 sind folgende FFH-Lebensraumtypen und Arten für das Gesamtgebiet als FFH-Erhaltungsgegenstände mit den entsprechenden Beurteilungen zum Erhaltungszustand der Umweltbehörde der Europäischen Union gemeldet worden (Gebräuchliche Kurzbezeichnung (BfN)):
FFH-Lebensraumtypen nach Anhang I der EU-Richtlinie:
- 3260 Fließgewässer mit flutender Wasservegetation (Gesamtbeurteilung C)[18]
- 6430 Feuchte Hochstaudenfluren (Gesamtbeurteilung C)[19]
- 7140 Übergangs- und Schwingrasenmoore (Gesamtbeurteilung C)[20]
- 9110 Hainsimsen-Buchenwälder (Gesamtbeurteilung C)[21]
- 9130 Waldmeister-Buchenwälder (Gesamtbeurteilung C)[22]
- 9160 Sternmieren-Eichen-Hainbuchenwälder (Gesamtbeurteilung C)[23]
- 9190 Alte bodensaure Eichenwälder auf Sandebenen mit Stieleiche (Gesamtbeurteilung C)[24]
- 91E0* Erlen-Eschen- und Weichholzauenwälder (Gesamtbeurteilung C)[25]

87 % der FFH-Gebietsfläche ist keinem Lebensraumtyp zugeordnet, siehe Diagramm 2. Knapp ein Zehntel der Gebietsfläche ist vom Lebensraumtyp 3260 Fließgewässer mit flutender Wasservegetation bedeckt. Die restlichen FFH-Lebensraumtypen nehmen nur 4 % der Gesamtgebietsfläche ein. Die Flächen ohne Lebensraumtypzuordnung bestehen zum größten Teil aus dem Biotoptyp (GI) artenarmes Intensivgrünland.
Einer der Quellbäche der Haaler Au beginnt seinen Lauf an einem Geesthang bei Kaaksburg (Tappendorf) an der Kreisstraße K 84. Dort befindet sich ein kleiner Buchenwald mit dem FFH-LRT 9110 Hainsimsen-Buchenwälder. Der Bachlauf bildet auch die Gemeindegrenze zwischen Tappendorf und Nindorf. Nach 850 m erreicht der Bach einen Forst, der hauptsächlich aus dem FFH-LRT 9130 Waldmeister-Buchenwälder besteht, sowie einem Auwald in Bachnähe. Der Bach verlässt in einer Rohrleitung den Forst und ist ab hier das Verbandsgewässer 166, das nach 470 m in das Rohrsystem der Papenau mündet. Diese verlässt nach 150 m das Rohrsystem und verläuft ab dort oberirdisch. Das nächste Areal mit FFH-LRT wird im weiteren Verlauf der Papenau nach 3 km erreicht. Ab dort hat die Papenau den FFH-LRT 3260 Fließgewässer mit flutender Wasservegetation. Nach der Mündung der Wapelfelder Au kurz vor Osterfeld in die Papenau ändert diese ihren Namen in Haaler Au. Ab hier wurde die Haaler Au auf 700 m Länge renaturiert. Hinter Osterfeld befindet sich an mehreren Stellen der FFH-LRT 6430 Feuchte Hochstaudenfluren. Kurz vor Todenbüttel liegt an der rechten Uferseite ein kleines Gehölz mit dem FFH-LRT 9190 Alte bodensaure Eichenwälder auf Sandebenen mit Stieleiche. Erst im Mündungsbereich an der Halerau Schleuse zum Nord-Ostsee-Kanal findet sich der letzte FFH-LRT 91E0* Erlen-Eschen- und Weichholzauenwälder im FFH-Gebiet. Am Westrand dieses Gebietsteiles befindet sich ein kleines Moor vom Lebensraumtyp 7140 Übergangs- und Schwingrasenmoore.
Arten gemäß Artikel 4 der Richtlinie 2009/147/EG und Anhang II der Richtlinie 92/43/EWG und diesbezügliche Beurteilung des Gebiets:
- 1149 Steinbeißer (Gesamtbeurteilung C)[35]
- 1096 Bachneunauge (Gesamtbeurteilung C)[36]
- 1355 Fischotter (Gesamtbeurteilung C)[37]
- 1134 Bitterling (Gesamtbeurteilung C)[38]

## FFH-Erhaltungsziele
Aus den oben aufgeführten FFH-Erhaltungsgegenständen werden als FFH-Erhaltungsziele von besonderer Bedeutung die Erhaltung folgender Lebensraumtypen und Arten im FFH-Gebiet vom Ministerium für Energiewende, Landwirtschaft, Umwelt und ländliche Räume des Landes Schleswig-Holstein erklärt:
- 3260 Fließgewässer mit flutender Wasservegetation
- 91E0* Erlen-Eschen- und Weichholzauenwälder
- 1096 Bachneunauge
- 1149 Steinbeißer

Aus den oben aufgeführten FFH-Erhaltungsgegenständen werden als FFH-Erhaltungsziele von Bedeutung die Erhaltung folgender Lebensraumtypen und Arten im FFH-Gebiet vom Ministerium für Energiewende, Landwirtschaft, Umwelt und ländliche Räume des Landes Schleswig-Holstein erklärt:
- 6430 Feuchte Hochstaudenfluren
- 7140 Übergangs- und Schwingrasenmoore
- 9110 Hainsimsen-Buchenwälder
- 9130 Waldmeister-Buchenwälder
- 9160 Sternmieren-Eichen-Hainbuchenwälder
- 9190 Alte bodensaure Eichenwälder auf Sandebenen mit Stieleiche

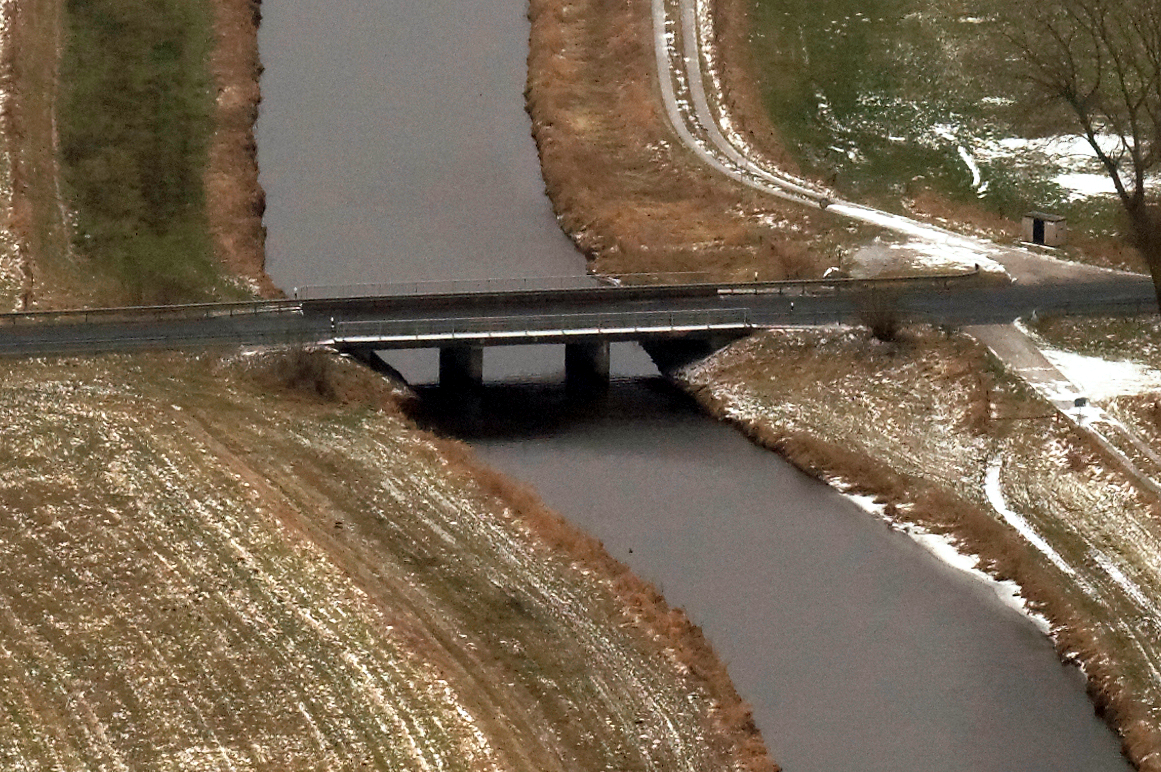
Haaler Au unterquert die L 127
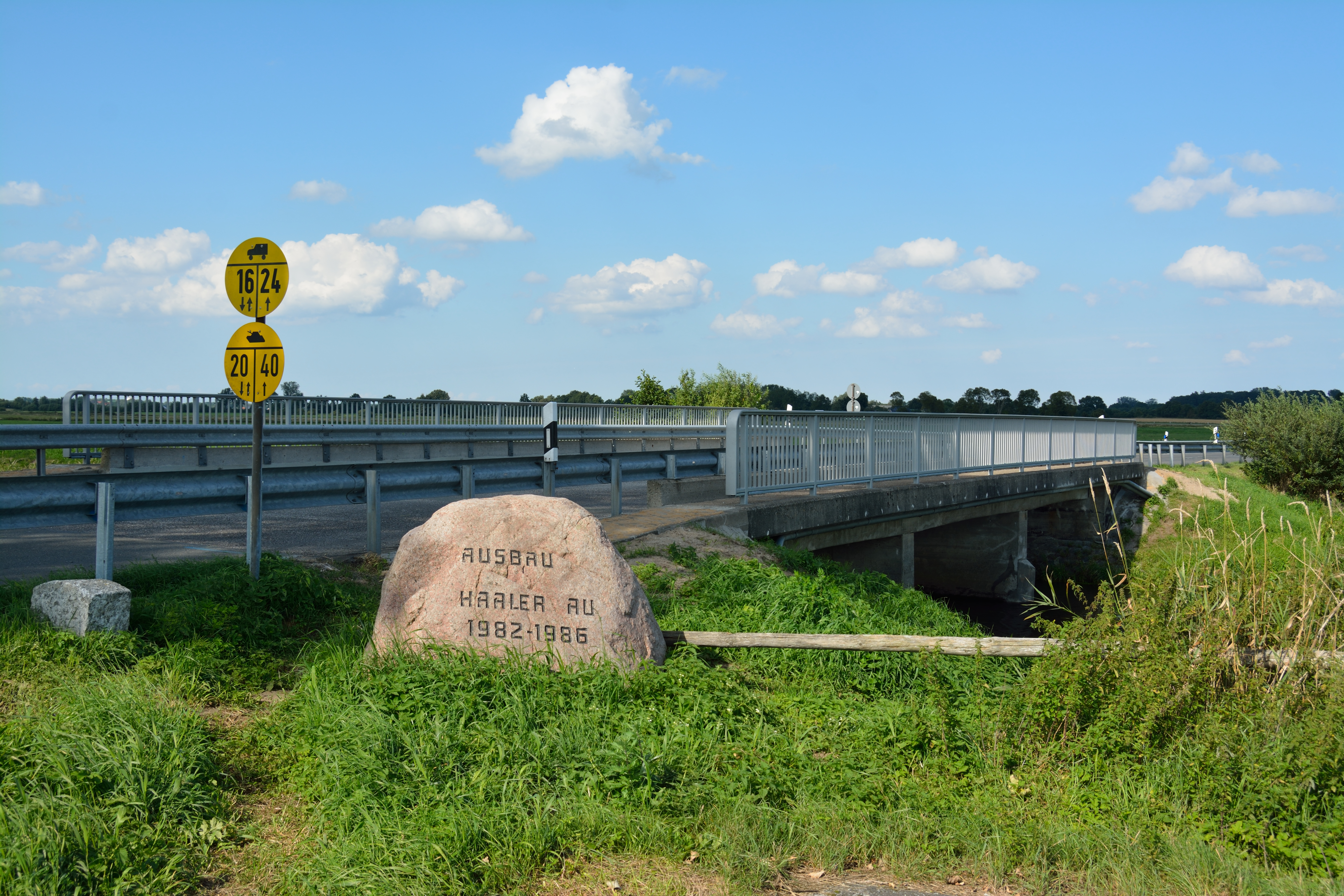
L 127 überquert die Haaler Au
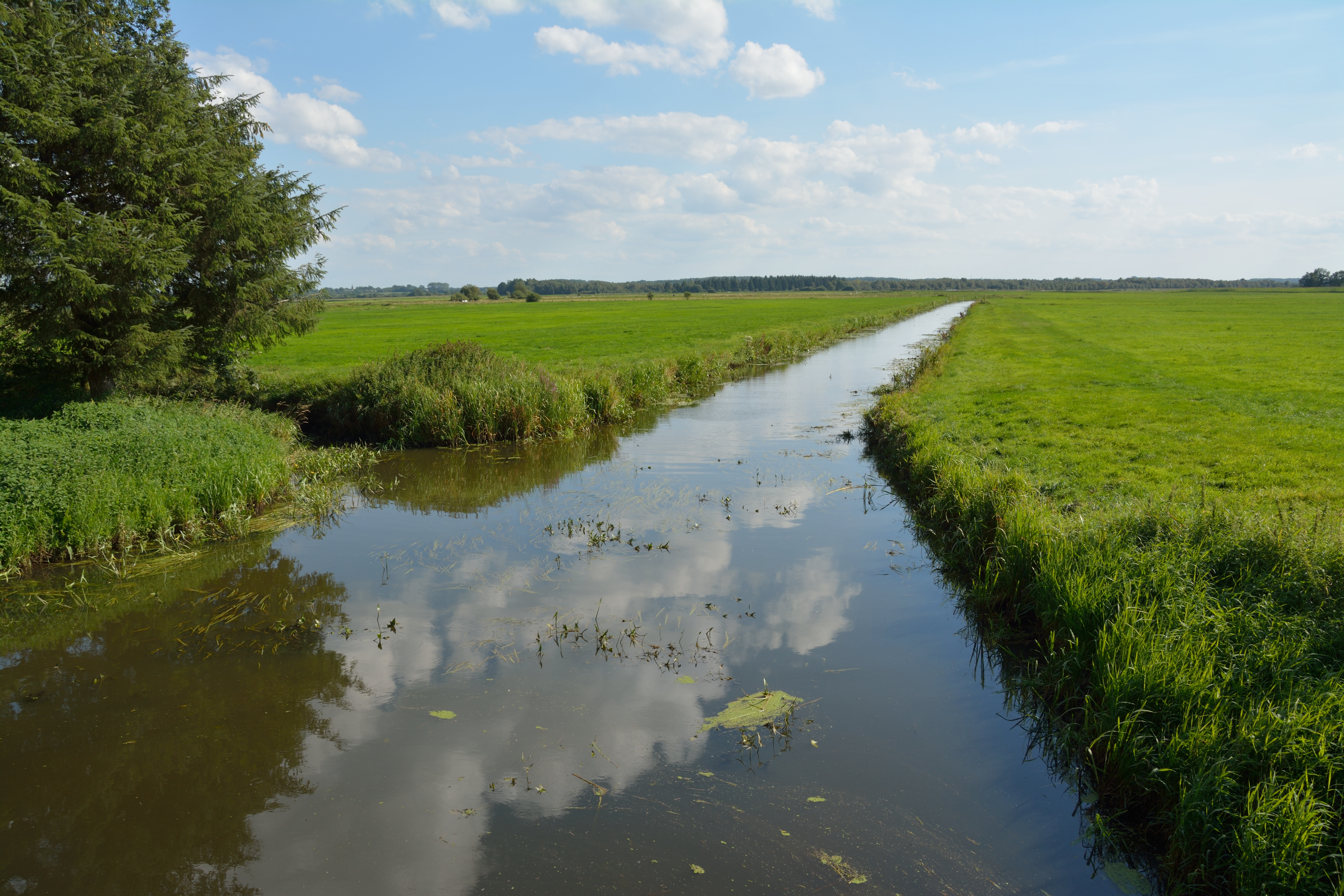
Fuhlenau mündet in die Haaler Au
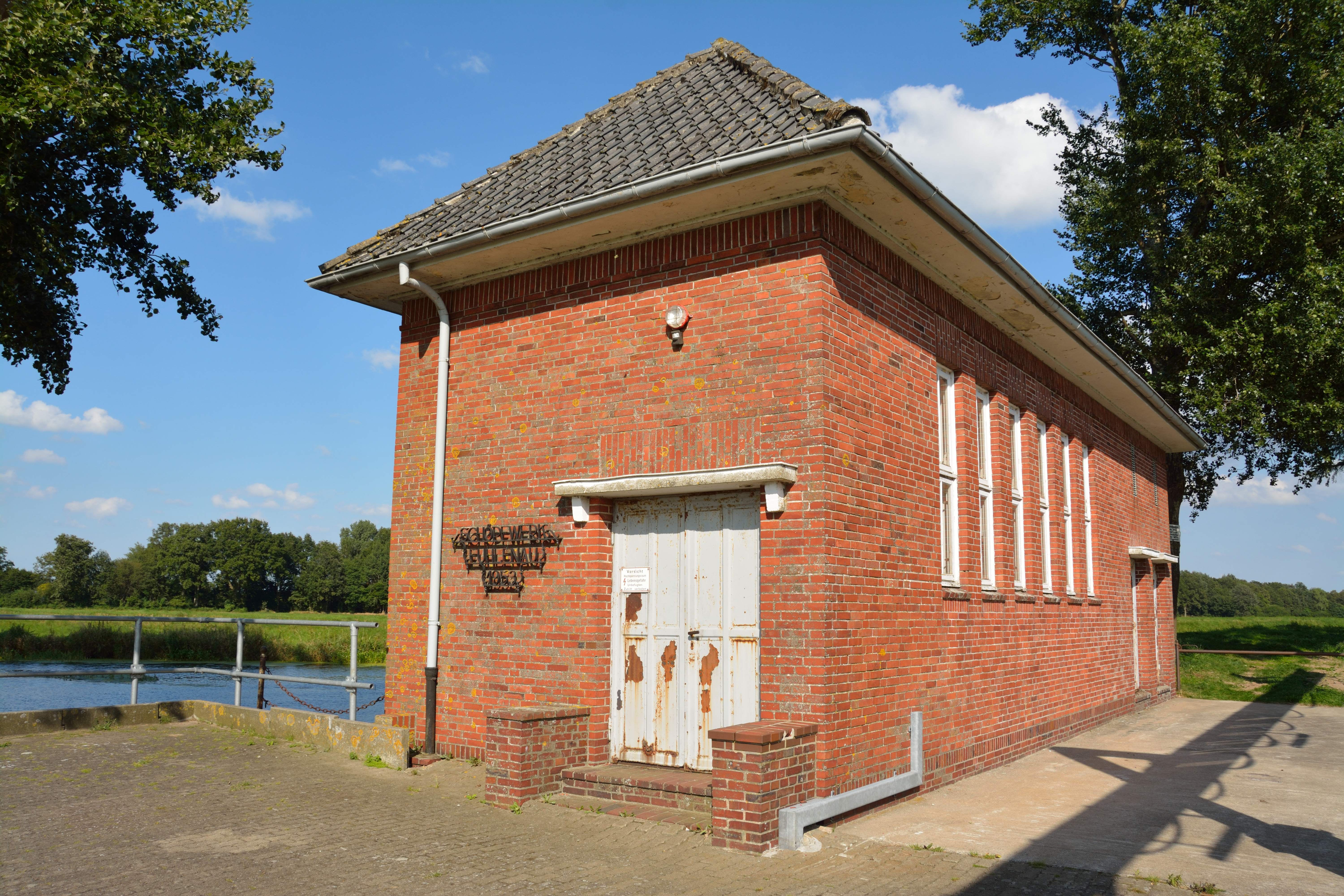
Schöpfwerk Fuhlenau

## FFH-Analyse und Bewertung
Das Kapitel FFH-Analyse und Bewertung im Managementplan beschäftigt sich unter anderem mit den aktuellen Gegebenheiten des FFH-Gebietes und den Hindernissen bei der Erhaltung und Weiterentwicklung der FFH-Lebensraumtypen. Die Ergebnisse fließen in den FFH-Maßnahmenkatalog ein.
Alle 8 FFH-Lebensraumtypen haben keine gute Gesamtbewertung im SDB zugesprochen bekommen, siehe Diagramm 3. Eine Renaturierung des Fließgewässers Haaler Au in seinem Lauf steht in Konkurrenz zum Knickschutz. Die jetzigen Ufer sind mit Knicks versehen. Diese genießen in Schleswig-Holstein nach gemäß § 30 (2) S. 2 BNatSchG i. V. m. § 21 (1) Nr. 4 LNatSchG als gesetzlich geschützte Biotope einen gesetzlich garantierten Bestandsschutz.
Am Unterlauf der Haaler Au befinden sich innerhalb des FFH-Gebietes die Wasserflächen im Besitz des Wasser- und Bodenverbandes Haaleraugebiet. Die Landflächen befinden sich im Privatbesitz.

## FFH-Maßnahmenkatalog
Der FFH-Maßnahmenkatalog im Managementplan führt neben den bereits durchgeführten Maßnahmen geplante Maßnahmen zur Erhaltung und Entwicklung der FFH-Lebensraumtypen im FFH-Gebiet an. Diese sind zudem in einer Maßnahmenkarte für den Flussabschnitt der Haaler Au zwischen Triangel bei Osterstedt bis nördlich Todenbüttel lokalisiert. In einer zweiten und dritten Maßnahmenkarte werden die Maßnahmen am Oberlauf der Papenau vom Quellgebiet bis nach Triangel beschrieben. Schwerpunkt der Maßnahmen in diesem Bereich ist der Ankauf von ufernahen Grundstücken.
Im Mündungsgebiet der Haaler Au, in dem sich das FFH-Gebiet mit dem EU-Vogelschutzgebiet überschneidet, sollen Hinweistafeln des landesweiten Besucher-Informationssystems (BIS) aufgestellt werden, um den Besucher zu einem artenschutzgerechten Verhalten in den Brut- und Rastgebieten im Wechsel der Jahreszeiten anzuleiten.

## FFH-Erfolgskontrolle und Monitoring der Maßnahmen
Eine FFH-Erfolgskontrolle und Monitoring der Maßnahmen findet in Schleswig-Holstein alle 6 Jahre statt. Die Ergebnisse des letzten Monitorings wurden noch nicht veröffentlicht (Stand Januar 2022).